# خوزه کورباچو
خوزه کورباچو نیه‌تو (اسپانیایی: José Corbacho Nieto‎؛ زادهٔ ۱۲ دسامبر ۱۹۶۵) بازیگر، کارگردان فیلم، فیلم‌نامه‌نویس، روزنامه‌نگار، مجری تلویزیون، و کارگردان تلویزیونی اهل اسپانیا است.
از فیلم‌ها یا برنامه‌های تلویزیونی که وی در آن نقش داشته است می‌توان به مرزهای کنترل، عشق می‌تواند به‌طور جدی به سلامت شما آسیب بزند، هولمز و واتسن. روزهای مادرید، بزدل‌ها (۲۰۰۸)، تاپاس (۲۰۰۵)، زمان جاسوسی (۲۰۱۵)، ۷ زندگی (۲۰۰۴) و پاکیتا سالاس (۲۰۱۶) اشاره کرد.